# Vinka Letica
Vinka Letica je hrvatska rukometašica iz Splita. Igrala je za jugoslavensku reprezentaciju.